# 杜比納 (季夫里夫區)
48°50′56″N 28°18′47″E / 48.84889°N 28.31306°E
杜比納（烏克蘭語：Дубина），是烏克蘭的村落，位於該國西南部文尼察州，由文尼察區負責管轄，始建於1780年，面積0.02平方公里，海拔高度294米，2001年人口35，人口密度每平方公里2,187.5人。